# Bernhard Cathrinus Pauss
Bernhard Cathrinus Pauss (født 6. april 1839 på Tangen i Drammen, død 9. november 1907 i Christiania) var en norsk teolog, skolemand, lærebogforfatter og missions- og humanitær leder.
Han blev cand.theol. ved Det Kongelige Frederiks Universitet i 1865 og blev derefter ansat som lærer ved Nissens Pigeskole. Han var bestyrer ved skolen fra 1872 til 1907 og skolens medejer, senere eneejer, fra 1872 til 1903. Han var også bestyrer for Kristiania lærerskole, som var den første højere uddannelsesinstitution i Norge der var åben for kvinder, og var også lærer ved Krigsskolen. Han skrev og redigerede en række lærebøger i norsk og tysk, ikke mindst den kendte Læsebog i Modersmaalet. Bernhard Pauss var også formand for centralkomiteen i Den Norske Santal Mission og var den første redaktør for tidsskriftet Santalen. En landsby i Assam i Indien, Pausspur (Pauspur), blev opkaldt efter ham. Han var også medlem af lovkomiteen der forberedte lov om højere almenskoler i 1896.
Han var søn af skibsreder i Drammen Nicolai Nissen Pauss og Caroline Louise Salvesen, og var gift første gang med Augusta Thoresen, datter af tømmerhandler og skibsreder i Christiania Hans Thoresen, og anden gang med lærerinden Anna Henriette Wegner, datter af godsejer og værksejer Benjamin Wegner og Henriette Seyler, hvis familie ejede Berenberg Bank. Han var bl.a. far til kirurg, hospitalsdirektør og præsident for den norske Røde Kors Nikolai Nissen Paus, civilingeniør og direktør Augustin Paus og advokat og direktør i den norske arbejdsgiverforening George Wegner Paus.